# خفج أشعث
خفج أشعث (الاسم العلمي:Diplotaxis hirta) هو نوع من النباتات تتبع جنس الخفج من الفصيلة الكرنبية.